# ميلان ماركوفيتش
ميلان ماركوفيتش (20 مايو 1979 بنيش في صربيا - ) هو لاعب كرة قدم صربي في مركز الدفاع. لعب مع رادنيتشكي نيش ونادي سيليكس وFK Vlasina ‏ وFK Žitorađa ‏ وOFK Sinđelić Niš ‏ وOFK Niš ‏.

## وصلات خارجية
- ميلان ماركوفيتش على موقع Soccerway.com (الإنجليزية)